# 越南红歌
越南红歌又稱红色音乐（Nhạc đỏ），是对越南的紅色歌曲的通称。在越南被法国殖民时期，这类音乐很快便发展了起来，這類音樂号召人们参与越南独立、社会主义以及反殖民主义运动。越南战争时期，越南民主共和国当局曾强烈推行红色歌曲，号召北越人民在越南共产党的领导下争取实现国家统一，对抗南越這一“美帝国主义傀儡”。在北越，当局封禁了其他非传统、不革命的歌曲和文化，如越南语流行音乐、西方音乐与文化等，将这些文化打上“反革命”、“资产阶级”、“资本主义”等标签。